# Desmolaimus longicaudatus
Desmolaimus longicaudatus är en rundmaskart som beskrevs av Hans August Kreis 1929. Desmolaimus longicaudatus ingår i släktet Desmolaimus och familjen Linhomoeidae. Inga underarter finns listade i Catalogue of Life.